# Campagne présidentielle de Donald Trump en 2024
Pour les articles homonymes, voir Campagne présidentielle de Donald Trump.

Logo de la campagne présidentielle de Donald Trump.

La campagne présidentielle de Donald Trump en 2024 débute lorsque Donald Trump, le quarante-cinquième président des États-Unis, qui exerce ses fonctions de 2017 à 2021, annonce sa campagne pour un second mandat non consécutif lors de l'élection présidentielle américaine de 2024 le 15 novembre 2022. Il est officiellement nommé le 15 juillet 2024 lors de la Convention nationale républicaine à Milwaukee, où il annonce J. D. Vance, le jeune sénateur américain de l'Ohio, comme son candidat à la vice-présidence et partenaire de campagne.
Trump mène campagne pour étendre considérablement l'autorité de la branche exécutive sur le gouvernement fédéral. Cela se réalise par l'imposition du système des dépouilles jacksonien,, et en dirigeant le département de la Justice pour s'attaquer aux ennemis politiques domestiques. D'autres questions de campagne incluent : la mise en œuvre de politiques anti-immigratoires et une opération massive de déportation ; la poursuite d'un agenda de politique étrangère « America First » isolationniste, ; l'abrogation de l'Obamacare, ; la poursuite d'une plateforme de déni du changement climatique et anti-énergie propre,, ; la suppression du département de l'Éducation ; la mise en œuvre de politiques anti-LGBT,, ; et la poursuite de ce qui est décrit comme un agenda commercial néomercantiliste,.
Depuis l'automne 2023, Trump adopte un discours violent et autoritaire tout au long de sa campagne,,,. Trump utilise de plus en plus un discours déshumanisant et violent contre ses ennemis politiques,,. Sa campagne de 2024 attire l'attention par des discours nativistes et anti-LGBT. La campagne de Trump est remarquée pour ses liens étroits avec Project 2025,,, fortement critiqué et décrit comme une tentative pour Trump de devenir un dictateur et un chemin menant les États-Unis vers une autocratie, avec plusieurs experts en droit le critiquant pour violation des lois constitutionnelles actuelles qui saperaient la règle de droit et la séparation des pouvoirs,.
La campagne se déroule alors que Trump est confronté aux conséquences juridiques de quatre actes d'accusation criminels déposés contre lui en 2023, ainsi qu'à une enquête civile sur l'Organisation Trump à New York. La campagne continue de promouvoir de fausses affirmations selon lesquelles l'ancienne élection de 2020 a été volée, et intervient après les tentatives sans précédent de Trump de renverser l'élection présidentielle des États-Unis de 2020, et leur culmination dans l'assaut du Capitole des États-Unis le 6 janvier,, largement décrite comme une tentative de coup d'État, ou d'autogolpe,. Trump a publiquement soutenu l'attaque du 6 janvier et promet de gracier ceux qui ont été accusés pour leur implication dans l'attaque,,.
Le 30 mai 2024, Trump est condamné pour 34 crimes et délits liés à l'argent de silence versé à l'actrice pornographique Stormy Daniels dans le but d'influencer l'élection présidentielle de 2016. Il est le premier ancien président des États-Unis à être reconnu coupable d'un crime dans l'histoire américaine. Après avoir remporté une victoire écrasante lors des caucuses républicains de l'Iowa en 2024, Trump est généralement décrit comme le candidat présidentiel présumé du Parti républicain,, un processus de consolidation du parti étant alors en cours. Le 13 juillet 2024, Trump survit après avoir été blessé à l'oreille droite par Thomas Matthew Crooks lors d'une tentative d'assassinat lors d'un rassemblement de campagne présidentielle en 2024,.

## Contexte
Trump, président sortant, tente sans succès d'être réélu pour un second mandat lors de l'élection présidentielle américaine de 2020, perdant face au candidat démocrate Joe Biden, qui obtient 306 voix électorales contre 232 pour Trump. Trump perd également le vote populaire par sept millions de voix. Il refuse de concéder la défaite et affirme que l'élection a été volée. Trump et ses alliés dans sept États clés auraient alors élaboré un complot pour créer et soumettre de faux certificates of ascertainment affirmant à tort que Trump avait remporté le vote du collège électoral dans ces États. L'intention était de transmettre les faux certificats à Mike Pence pour qu'il les compte plutôt que les certificats authentiques et renverse la victoire de Joe Biden. Trump aurait envisagé une candidature présidentielle en 2024 immédiatement après sa défaite à l'élection si le complot échouait à « fonctionner »,. La semaine du 9 novembre 2020, Trump indique au sénateur républicain Kevin Cramer : « Si cela ne fonctionne pas, je me représenterai dans quatre ans ». Plus tard, un groupe de partisans de Trump attaque le bâtiment du Capitole des États-Unis pour empêcher la certification des résultats électoraux,.
À une semaine de la fin de son mandat présidentiel, Trump est mis en accusation par la Chambre des représentants pour incitation à l'insurrection pour ses actions pendant l'assaut du Capitole le 6 janvier 2021, mais est acquitté au Sénat par un vote bipartite de 57-43 en faveur de la condamnation, ce qui est inférieur aux deux tiers supermajorité (67 sur 100 sénateurs) requis.
En décembre 2021, CNN rapporte que « l'approche attentiste de Trump envers l'élection de 2024 a gelé la prochaine primaire présidentielle républicaine », les challengers potentiels restant en retrait en attendant la décision officielle de Trump sur la question.
En juillet 2022, alors que les audiences publiques du Comité spécial de la Chambre sur l'attaque du 6 janvier progressent, Trump envisageait de faire une annonce anticipée de sa candidature pour 2024,. Le 14 juillet 2022, l'Intelligencer publie une interview de Trump, sur la base de laquelle ils rapportent que Trump a déjà pris sa décision et décide simplement quand la déclarer. À la suite de la perquisition du FBI à Mar-a-Lago en août 2022, de nombreux alliés de Trump lui ont conseillé d'annoncer sa candidature plus tôt, certains ayant précédemment conseillé de reporter une annonce jusqu'après les élections de mi-mandat. Lors d'un rassemblement dans l'Iowa à l'approche des élections de mi-mandat aux États-Unis en 2022, Trump déclare : « afin de rendre notre pays prospère, sûr et glorieux, je le ferai très, très, très probablement à nouveau », indiquant qu'il pourrait annoncer sa candidature peu après, suscitant des spéculations selon lesquelles il annoncerait dès la semaine du 14 novembre 2022,.
Après des mois de spéculation, Trump annonce sa candidature à la présidence dans un discours du 15 novembre 2022 à ses partisans dans son domaine de Mar-a-Lago en Floride,. Son annonce reçoit une large couverture médiatique et une réponse mitigée de la part des Démocrates et des Républicains. Certains Démocrates accueillent prudemment la campagne, voyant Trump comme battable,, tandis que d'autres s'y opposent, citant les effets négatifs que cela pourrait avoir sur la démocratie américaine,,. Certains Républicains, constitués principalement de loyalistes de Trump, accueillent la campagne, tandis que d'autres (y compris de nombreux élus Républicains) s'y opposent, voyant Trump comme un candidat faible et battable qui a coûté les derniers cycles électoraux aux Républicains,,.
En août 2023, Trump est inculpé séparément par le gouvernement fédéral et l'État de Géorgie pour de nombreuses accusations de conspiration criminelle et de fraude qu'il aurait commises avec des co-conspirateurs lors des tentatives de changer et de renverser illégalement les résultats de l'élection présidentielle de 2020 qu'il perd. Les inculpations allèguent que Trump s'engage dans une conspiration criminelle pour altérer illégalement les résultats de l'élection de 2020 via des électeurs frauduleux dans le Trump fake electors plot ainsi que la pression sur des fonctionnaires gouvernementaux pour changer illégalement les décomptes de voix lors d'incidents tels que le scandale Trump-Raffensperger. Avant ces inculpations pour des accusations liées aux tentatives de renversement des résultats de l'élection présidentielle américaine de 2020, le 30 mars 2023, Trump est également inculpé pour 34 chefs d'accusation de fraude découlant de son rôle présumé dans la falsification des registres commerciaux liés aux paiements de pots-de-vin faits à l'actrice de films pornographiques Stormy Daniels pendant sa campagne à l'élection présidentielle américaine de 2016,. Trump qualifie son inculpation de répression politique et de fraude électorale. Plus tard, le 8 juin, Trump est inculpé par un grand jury fédéral pour rétention présumée de documents classifiés à sa résidence de Mar-a-Lago et destruction de preuves liées à l'enquête gouvernementale. En plus des quatre inculpations criminelles portées contre Trump en Géorgie, à Washington, en Floride et à New York, le 9 mai, Trump est reconnu responsable dans une action civile pour abus sexuel et diffamation contre la journaliste E. Jean Carroll. Trump déclare qu'il fera appel de la décision, la qualifiant de « silence inconstitutionnel » et de « persécution politique ».
Le 30 mai 2024, Trump est condamné pour 34 délits ou crimes liés à l'argent versé à la star du porno Stormy Daniels dans le but d'influencer l'élection présidentielle de 2016. Il est le premier ancien président des États-Unis à être condamné pour un crime dans l'histoire américaine.

## Annonce

Logo de la campagne de Trump pendant les primaires et avant la sélection de J. D. Vance comme colistier

Le 15 novembre 2022, Trump annonce sa candidature à Mar-a-Lago lors d'un discours d'une heure,,,. L'annonce survient une semaine après les élections de mi-mandat de 2022 où les candidats soutenus par Trump ont sous-performé par rapport aux candidats non soutenus par Trump. Son discours d'annonce contenait au moins « 20 affirmations fausses et trompeuses », commençant la première affirmation inexacte « environ deux minutes après le début et quelques minutes plus tard, enchaînant au moins quatre affirmations hyperboliques sur ses propres réalisations ». The New York Times Fact Check a déclaré que « M. Trump répète de nombreuses exagérations familières sur ses propres réalisations, réitère des attaques trompeuses contre des adversaires politiques et a fait des évaluations alarmistes en contradiction avec la réalité ».
Le New York Post a ridiculisé l'annonce de Trump en la reléguant à la page 26 et en la notant sur la couverture avec une bannière disant « Florida Man Fait Une Annonce ». L'article a désigné Mar-a-Lago comme « la bibliothèque de documents classifiés de Trump », en référence à l'enquête en cours concernant la gestion présumée inappropriée par Trump de matériaux classifiés qu'il avait apportés à Mar-a-Lago après sa présidence pour des raisons encore non élucidées.

### Participants
L'annonce a été suivie par le comédien Alex Stein, le consultant Roger Stone, l'homme d'affaires Mike Lindell, le représentant sortant Madison Cawthorn (R-NC), l'ancien directeur adjoint du Bureau de la gestion et du budget Russell Vought, l'analyste politique Sebastian Gorka, et l'aide politique Hogan Gidley,. The Insider a noté que « de nombreux membres du Congrès n'étaient pas présents », y compris Matt Gaetz. Les membres de la famille présents incluaient la femme de Trump et ancienne première dame Melania, les fils de Trump Barron et Eric, la femme d'Eric, Lara, et le gendre de Trump Jared Kushner. Ses filles Ivanka et Tiffany n'ont pas assisté à la fête d'annonce ; Ivanka a déclaré qu'elle ne s'engagerait plus en politique et ne ferait pas partie de la campagne présidentielle de son père. Le fils de Trump, Donald Trump, Jr. n'y a également pas assisté. Stan Fitzgerald, président de Veterans for America First, était présent.

## Plateforme
Un thème central de la campagne présidentielle seconde de Trump est la « revanche »,. Trump annonce ce thème lors de son discours de mars 2023 à la Conservative Political Action Conference (CPAC), déclarant : « En 2016, j'ai déclaré, « Je suis votre voix ». Aujourd'hui, j'ajoute : Je suis votre guerrier. Je suis votre justice. Et pour ceux qui ont été lésés et trahis, je suis votre revanche. Je suis votre revanche ». Trump présente l'élection de 2024 comme « la bataille finale » et promet ouvertement d'utiliser le pouvoir de la présidence pour des représailles politiques.

### Expansion du pouvoir exécutif et présidentiel
Le programme de Trump appelle à une vaste expansion des pouvoirs présidentiels et de la branche exécutive sur toutes les parties du gouvernement fédéral. Dans ses discours de campagne, Trump déclare qu'il centralise le pouvoir gouvernemental sous son autorité, remplace les employés de carrière du service civil fédéral par des loyalistes politiques, et utilise l'armée pour l'application de la loi intérieure et la déportation des immigrants. Dans Trump c. États-Unis, Trump argue que la Constitution permet une immunité absolue pour toutes les actions présidentielles, même criminelles, sauf si le Sénat vote avec succès pour destituer.
Trump appelle à placer les agences indépendantes telles que la Commission fédérale des communications et la Commission fédérale du commerce sous contrôle présidentiel direct. Les alliés de Trump rédigent un décret exécutif exigeant que toutes les agences indépendantes soumettent leurs actions à la Maison-Blanche pour examen. Trump demande l'autorité présidentielle pour « saisir » les fonds des programmes approuvés par le Congrès, une pratique interdite sous le président Richard Nixon. Trump promet d'ordonner au ministère de la Justice d'enquêter sur ses rivaux politiques et Joe Biden, et de licencier les procureurs généraux qui lui désobéissent. Trump demande de retirer les protections de l'emploi pour des milliers d'employés de carrière du service civil et de les remplacer par des loyalistes politiques s'ils sont jugés « obstacles à son agenda » au sein des agences fédérales, de la communauté du renseignement des États-Unis, du département d'État et du département de la Défense. Trump propose d'instituer un nouveau test de service civil de sa propre création pour tester la loyauté des employés fédéraux. Trump promet de sévir contre les lanceurs d'alerte protégés par la loi et de créer un organisme indépendant pour « surveiller » les agences de renseignement.
Les propositions de Trump reposent sur une interprétation maximaliste de la théorie de l'exécutif unitaire. Cette théorie rejette la notion de séparation des pouvoirs et soutient que le gouvernement se compose de trois branches distinctes, mais que l'article II de la Constitution des États-Unis donne au président une autorité absolue. Cette théorie est en ligne avec la pensée de Trump, comme en témoignent ses commentaires de 2019 où il déclare « J'ai un article 2, où j'ai le droit de faire tout ce que je veux en tant que président ». Ces propositions seraient mises en œuvre via la réintroduction de Schedule F qui est initialement introduite à la fin de l'ancienne présidence de Trump, et qui retire les protections du service civil de dizaines de milliers de fonctionnaires pour en faire des nominations révocables remplies de loyalistes de Trump identifiés par Project 2025 de la Fondation Heritage. Les réformes sont décrites comme une réimposition du système des dépouilles jacksonien,. Trump déclare son intention de voir ces réformes achevées afin d'éradiquer l'« État profond », déclarant : « Nous expulserons les va-t-en-guerre de notre gouvernement. Nous chasserons les mondialistes. Nous expulserons les communistes, les marxistes et les fascistes. Et nous renverserons la classe politique malade qui déteste notre pays ».

### Utilisation de l'Insurrection Act
Trump et ses alliés auraient rédigé des ordonnances exécutives pour invoquer l'Insurrection Act dès le premier jour de sa présidence afin de permettre à l'armée de fermer les manifestations civiles contre lui. En campagne dans l'Iowa, Trump déclare qu'il déploierait l'armée dans les villes et les États démocrates. L'Insurrection Act serait utilisé pour permettre à l'armée de détenir les migrants à la frontière sud. Trump a suggéré de passer outre au Posse Comitatus Act.

### Application de la loi
Trump a fait des déclarations contradictoires concernant son soutien à l'application de la loi pendant sa campagne de 2024, se positionnant notamment sur une plateforme 'loi et ordre' pro-police tout en attaquant les forces de l'ordre étatiques et fédérales perçues comme hostiles à lui-même ou en relation avec ses multiples inculpations criminelles. Trump dépeint l'Amérique comme violente et criminogène en campagne. Trump déclare que les statistiques du FBI montrant que les homicides ont diminué de 6% en 2022 et de 13% en 2023 sont « un mensonge ». Trump a fait de fausses affirmations sur une « vague de criminalité migrante » non soutenues par des données nationales.
Trump a déjà appelé à supprimer le financement du FBI et du ministère de la Justice en réponse à leurs enquêtes sur ses tentatives de renversement de l'élection de 2020 et son gestion des documents classifiés. Le projet Trump 2025 aligné avec Trump appelle à la suppression du FBI et à la réduction du financement du ministère de la Justice. Trump répète son intention de faire enquêter le ministère de la Justice sur ses rivaux politiques, les juges, les procureurs et les témoins impliqués dans ses procès criminels,. The Washington Post a précédemment rapporté que Trump planifie d'utiliser le ministère de la Justice pour poursuivre les critiques de l'ancien président, y compris l'ancien procureur général Bill Barr et l'ancien chef de cabinet John F. Kelly.
Trump critique souvent ce qu'il considère comme des restrictions perçues sur la police usage de la force, plaidant pour une position plus ferme envers les gouvernements locaux qui reçoivent des subventions fédérales en poussant pour le rétablissement des politiques de stop-and-frisk. Il a également exprimé son soutien pour tirer sur les présumés voleurs à l'étalage et pour l'exécution extrajudiciaire de délinquants mineurs, ainsi que pour la mise en œuvre de la peine de mort pour les passeurs,. Trump a également plaidé pour la mise en œuvre de l'immunité qualifiée et une indemnisation complète pour les agents de l'ordre, un geste que les experts jugent largement superflu et qui servirait simplement à renforcer les protocoles policiers actuels.

### Immigration
The New York Times a rapporté que Trump planifie « une expansion extrême de sa répression de l'immigration lors de son premier mandat », incluant « la préparation pour arrondir les personnes sans papiers déjà aux États-Unis à grande échelle et les détenir dans des camps étendus en attendant leur expulsion », et cela « constitue une attaque contre l'immigration à une échelle inédite dans l'histoire moderne américaine. » The New York Times a également rapporté que les conseillers de Trump préparent une stratégie de 'blitz' conçue pour submerger les avocats des droits des immigrants, et que ses plans s'appuieraient sur des statuts existants sans nécessité de nouvelle législation, bien que de telles législations seraient également probablement tentées. Les plans de Trump devraient rencontrer des défis importants de la Cour suprême, et engendrer des difficultés sociales et économiques, notamment dans les secteurs du logement, de l'agriculture et des services.
Trump a déclaré que son plan suivrait le 'modèle Eisenhower', une référence à la campagne de 1954 Opération Wetback, déclarant à une foule dans l'Iowa : « En suivant le modèle Eisenhower, nous réaliserons la plus grande opération de déportation domestique de l'histoire américaine. » Pour atteindre l'objectif de déporter des millions de personnes par an, Trump a déclaré son intention d'élargir une forme de déportation qui ne nécessite pas d'audiences de procédure régulière qui serait accomplie par les autorités d'expulsion accélérée de 8 U.S. Code § 1225 ; en invoquant l'Alien Enemies Act dans le cadre des Alien and Sedition Acts#Alien Enemies Act de 1798; et en invoquant l'Insurrection Act pour permettre à l'armée d'appréhender les migrants et ainsi contourner la Loi Posse Comitatus. Trump réaffecterait les agents fédéraux à l'United States Immigration and Customs Enforcement et députerait les officiers de police locaux et les shérifs, les agents du Bureau of Alcohol, Tobacco, Firearms and Explosives, de la Drug Enforcement Administration, et les soldats de la Garde nationale volontaires des États républicains qui seraient envoyés dans les États bleus,. Les individus seraient placés dans d'immenses camps construits avec des fonds redirigés du budget militaire en cas de refus du Congrès d'approuver le financement. Les raids de l'ICE seraient étendus pour inclure les raids sur les lieux de travail et les balayages dans les lieux publics. Après l'arrestation, Stephen Miller a déclaré que les immigrants seraient amenés à « des terrains de rassemblement à grande échelle près de la frontière, très probablement au Texas » pour être détenus dans des camps d'internement avant leur déportation. Trump a également parlé de rassembler les sans-abri dans les villes bleues et de les détenir dans des camps. L'équipe de Trump tentera également d'annuler l'accord Flores qui empêche la détention indéfinie des enfants.
Trump promet de rétablir son interdiction d'entrée aux individus de certaines nations à majorité musulmane, et de faire réimposer par les Centers for Disease Control des restrictions de l'ère COVID sur les demandes d'asile en affirmant que les migrants portent des maladies infectieuses telles que la grippe, la tuberculose et la gale. Trump a déclaré qu'il construirait plus de mur frontalier, et déplacerait des milliers de troupes actuellement stationnées à l'étranger vers la frontière sud.
D'autres propositions incluent : l'interdiction des visas pour les étudiants étrangers qui ont participé à des manifestations anti-israéliennes ou pro-palestiniennes; la suspension du programme américain de réfugiés ; la directive aux fonctionnaires consulaires américains d'élargir le criblage idéologique des candidats jugés avoir des attitudes indésirables ; la révocation du statut de protection temporaire pour les personnes vivant aux États-Unis, y compris les Afghans qui ont déménagé en Amérique à la suite de la prise de contrôle de l'Afghanistan par les talibans en 2021, tandis que ceux qui ont aidé les forces américaines seraient 'revérifiés' pour voir s'ils l'avaient vraiment fait ; la fin de la citoyenneté par droit du sol pour les bébés nés aux États-Unis de parents sans papiers; l'utilisation de la diplomatie coercitive en faisant de la coopération en matière d'immigration une condition pour tout engagement bilatéral; la réintroduction de « Remain in Mexico » ; et la revitalisation du statut de 'pays tiers sûr' avec plusieurs nations en Amérique centrale, et leur expansion en Afrique, en Asie et en Amérique du Sud,.
La campagne de Trump a déclaré son intention d'expulser les bénéficiaires de DACA après que sa tentative précédente a échoué en 2020 par un vote de 5 contre 4 à la Cour suprême dans Department of Homeland Security v. Regents of the University of California. La campagne de Trump n'a pas déclaré si elle rétablirait les anciennes politiques de séparation des enfants de Trump.
Tout au long de janvier et début février 2024, Trump a réussi à convaincre les républicains de la Chambre et du Sénat de tuer un accord bipartisan sur l'immigration visant à aborder la crise frontalière entre le Mexique et les États-Unis qui comprenait plusieurs propositions conservatrices recherchées. Trump affirme que cela nuirait à ses chances de réélection et à celles des républicains, et à leur capacité de faire campagne sur la question de l'immigration,,,,,.

### Économie et commerce
La politique commerciale déclarée de Trump implique que les États-Unis se désolidarisent de l'économie mondiale et que le pays devienne plus autonome et exerce son pouvoir à travers des accords commerciaux individuels. The New York Times a déclaré que si elle était mise en œuvre, les changements proposés par Trump auraient de grands impacts sur les emplois, les prix, les alliances mondiales et risqueraient de déclencher une guerre commerciale mondiale. Cela serait accompli grâce à un tarif de base universel de 10 % sur toutes les importations, avec des pénalités accrues si les partenaires commerciaux manipulent leur monnaie ou se livrent à des pratiques commerciales déloyales. Trump a également appelé à des tarifs de 100 % sur les voitures fabriquées à l'extérieur des États-Unis et à un tarif minimal de 60 % sur les produits chinois. Trump a déclaré son intention d'inciter le Congrès à adopter une « Loi sur le commerce réciproque de Trump » pour conférer au président l'autorité d'imposer un tarif réciproque à tout pays qui en imposerait un aux États-Unis. Les politiques de Trump ont été décrites comme protectionnistes, néomercantilistes ou autarciques,.
Les politiques commerciales de Trump sont remarquées pour être dirigées contre la Chine. The Washington Post a rapporté en janvier 2024 que Trump se préparait à une « guerre commerciale massive » avec la Chine. Trump propose un plan quadriennal pour éliminer les importations chinoises de biens essentiels tels que l'électronique, l'acier et les produits pharmaceutiques. Trump propose de forcer les propriétaires chinois à vendre tout avoir « qui met en péril la sécurité nationale de l'Amérique », et d'interdire aux Chinois de posséder des infrastructures vitales dans les secteurs de l'énergie, de la technologie et de l'agriculture, entre autres. Le Projet 2025 aligné sur Trump prévoit également de démanteler le département du Commerce.
Trump a déclaré son intention d'instaurer des politiques antiréglementaires et de réduire les réglementations qu'il estime étouffer la création d'emplois. Trump a déclaré son intention d'instaurer d'autres réductions d'impôts individuelles et des réductions d'impôts pour les entreprises au-delà de ses précédentes réductions d'impôts de 2017. Trump soutient que maintenir les impôts bas pour les riches augmentait la création d'emplois. Trump a suggéré d'éliminer l'Impôt fédéral sur le revenu et de le remplacer par une « politique de tarification globale ». L'analyse du plan a indiqué qu'il créerait un système fiscal régressif qui augmenterait disproportionnellement les prix pour les ménages à faible et moyen revenu et profiterait aux riches. Trump a suggéré d'éliminer les impôts fédéraux sur les pourboires dans le but de plaire aux électeurs de la classe ouvrière. Le Comité pour un budget fédéral responsable a estimé que le plan entraînerait une perte de revenus fédéraux de 150 à 250 milliards de dollars au cours des dix prochaines années, et certains critiques de gauche et de droite ont affirmé qu'il offrirait peu de soulagement aux travailleurs et pourrait potentiellement conduire à une augmentation des impôts pour « tout le monde ».
Le 15 avril 2024, Politico a rapporté que des conseillers économiques proches de Trump ont élaboré des plans pour dévaluer le dollar américain s'il était élu pour un second mandat. Le plan viserait à réduire le déficit commercial et à rendre les exportations américaines moins chères, mais augmenterait également l'inflation, inviterait à des représailles d'autres pays et menacerait le rôle du dollar en tant que monnaie de réserve dominante mondiale.
Le 26 avril 2024, The Wall Street Journal a rapporté que les alliés de Trump prévoient de limiter grandement l'indépendance de la Réserve fédérale si Trump remporte l'élection. Il est notamment prévu de permettre au président de fixer directement les taux d'intérêt, de retirer le président Jerome Powell avant l'expiration de son mandat en 2026, et de soumettre la Fed à la supervision du Bureau de la gestion et du budget,. En juin 2024, 16 lauréats du prix Nobel de l'économie ont signé une lettre ouverte soutenant que les politiques fiscales et commerciales de Trump couplées aux efforts pour limiter l'indépendance de la Réserve fédérale pourraient relancer une montée de l'inflation aux États-Unis,.

### Politique étrangère
La campagne 2024 de Trump réitère son programme de politique étrangère « America First ». Trump déclare que, même avant son investiture, il mettra fin à la guerre russo-ukrainienne en 24 heures, arrêtera le « flux incessant de trésors américains vers l'Ukraine » et demandera aux Européens de rembourser les États-Unis pour la reconstruction de leurs stocks. Trump a déjà déclaré qu'il pourrait reconnaître l'annexion illégale de la Crimée par la Russie, et a suggéré qu'il aurait pu empêcher la guerre en cédant des parties de l'est de l'Ukraine à la Russie. En juin 2024, Trump décrit le président ukrainien Volodymyr Zelensky comme « peut-être le plus grand vendeur parmi les politiciens qui aient jamais vécu... Chaque fois qu'il vient dans notre pays, il repart avec 60 milliards de dollars... Ça n'en finit jamais... Je réglerai cela avant de prendre possession de la Maison Blanche en tant que président élu »,.
Trump promet de « réévaluer fondamentalement » le but et la mission de l'OTAN. Pendant sa présidence précédente, Trump a régulièrement dénigré l'alliance de l'OTAN, et a plusieurs fois évoqué la possibilité de retirer les États-Unis de l'alliance. Trump a également remis en question l'obligation de défendre un allié de l'OTAN en fonction de « leur respect de leurs obligations envers nous », qualifié l'Union européenne de « foe » basé sur « ce qu'ils nous font en matière de commerce », et a fourni des déclarations récentes mettant en doute la valeur des alliances. Le 9 janvier 2024, Thierry Breton affirme qu'en janvier 2020 lors du Forum économique mondial à Davos, Trump a dit à Ursula von der Leyen que « si l'Europe est attaquée, nous ne viendrons jamais vous aider ni vous soutenir », et que « l'OTAN est morte, et nous allons partir, nous quitterons l'OTAN », ainsi que des affirmations selon lesquelles l'Allemagne doit 400 milliards de dollars à l'Amérique pour la défense. Le 10 janvier 2024, en réponse à une question sur son engagement envers l'OTAN lors d'une émission de télévision de Fox News, Trump déclare que « l'OTAN a profité de notre pays » et conditionne l'engagement de l'OTAN à « s'ils nous traitent correctement ». Trump a précédemment tenté de retirer les troupes d'Allemagne en raison de sa colère contre la chancelière Angela Merkel de l'époque, mais l'ordre a été annulé par le président Biden. Trump a suggéré de retirer les troupes de Corée du Sud si elle ne paie pas plus pour soutenir les troupes américaines.
Lors d'un rassemblement en février 2024 en Caroline du Sud, Trump a évoqué une conversation passée qu'il a eue lorsqu'il était président, racontant qu'un dirigeant étranger de l'OTAN lui avait demandé ce que Trump ferait si « nous ne payons pas et nous sommes attaqués par la Russie », à laquelle Trump a répondu qu'il ne défendrait pas le pays de l'OTAN « délinquant », mais qu'il « encouragerait » plutôt la Russie à « faire ce qu'elle veut »,,. Trump réitère sa position sur les membres de l'OTAN quelques jours plus tard, déclarant que « s'ils ne vont pas payer, nous ne allons pas protéger ».
Trump exprime son soutien à Israël dans la guerre à Gaza, et a déclaré qu'ils doivent « terminer le problème ». Trump a précédemment promis qu'il interdirait aux résidents de Gaza d'entrer aux États-Unis via une interdiction de voyage prolongée. Trump a déclaré qu'il fermerait les manifestations palestiniennes, déporterait les manifestants et « reculerait le mouvement de 25 ou 30 ans ».
Trump a suggéré d'envoyer des forces armées au Mexique pour combattre les cartels de la drogue.

### Avortement et contraception
Les analystes ont remarqué que Trump tente de trouver un juste milieu sur l'avortement, bien qu'il se soit déjà déclaré « le président le plus pro-vie jamais vu », et se soit attribué le mérite d'avoir nommé les juges de la Cour suprême responsables de l'abrogation de Roe v. Wade. Le 8 avril 2024, Trump réitère qu'il est « fier d'être responsable » de l'abrogation de Roe v. Wade, mais soutient que la question de l'avortement doit être laissée aux États pour décider. Trump a déclaré qu'il permettrait aux États rouges de surveiller les grossesses des femmes et de poursuivre celles qui enfreignent les interdictions d'avortement.
En septembre 2023, Trump n'a pas déclaré s'il soutenait une interdiction de l'avortement de 15 semaines, disant « Je ne vais pas dire si je le ferais ou non », mais a déclaré que l'interdiction de l'avortement de six semaines de Ron DeSantis était « terrible » et a plus tard critiqué l'interdiction presque totale de l'avortement en Arizona. En mars 2024, Trump déclare qu'il est enclin à soutenir une interdiction nationale de l'avortement de 15 semaines avec exceptions, reconnaissant que « il faut gagner les élections ».
Trump a précédemment fait des déclarations contradictoires sur sa position concernant l'avortement. En 1999, en tant que membre du Parti de la réforme, Trump déclare qu'il est « très pro-choix ». Lors de sa campagne de 2016, Trump affirme que les femmes devraient être punies pour avoir eu un avortement, et prétend qu'il nommerait des juges anti-avortement à la Cour suprême. Le 24 juin 2022, Trump revendique le mérite de la nomination des juges responsables de la décision Dobbs. Le 17 mai 2023, Trump se crédite de la fin de Roe, déclarant sur Truth Social, « Après 50 ans d'échec, sans que personne ne s'en approche même, j'ai réussi à annuler Roe v. Wade, au grand « choc » de tous, et pour la première fois, j'ai mis le mouvement Pro Life dans une position de négociation forte face aux Radicaux qui sont prêts à tuer des bébés même dans leur neuvième mois, et au-delà. Sans moi, il n'y aurait pas de 6 semaines, 10 semaines, 15 semaines, ou quoi que ce soit finalement convenu. Sans moi, le mouvement Pro Life aurait juste continué à perdre. Merci Président TRUMP !!! »,,. Le 10 janvier 2024, lors d'une assemblée publique sur Fox News, Trump déclare que « depuis 54 ans, ils tentaient de mettre fin à Roe v. Wade, et je l'ai fait. Et je suis fier de l'avoir fait ». Il réitère également son opposition à Ron DeSantis et à l'interdiction de l'avortement après six semaines en Floride.
Interrogé à deux reprises lors d'une interview télévisée sur son soutien aux restrictions sur la contraception, Trump déclare qu'il « y réfléchit » et qu'il publiera très prochainement une politique sur la contraception, ajoutant également : « Les choses ont vraiment beaucoup à voir avec les États et certains États auront des politiques différentes des autres ». À la suite de critiques, Trump fait marche arrière et déclare qu'il « ne préconisera jamais » de restreindre la contraception mais ne se rétracte pas de sa suggestion de permettre éventuellement aux États de les restreindre,. Trump a déjà déclaré qu'il se sentait « très concerné » par la loi du XIXe siècle Comstock Act qui interdit l'envoi par courrier de la mifépristone, des contraceptifs et d'autres médicaments abortifs et qu'il ferait une déclaration à ce sujet.

### Services sociaux et assurance maladie
Trump promet de remplacer l'Obamacare s'il est élu président. Certains sénateurs républicains ont signalé leur ouverture à défaire et remplacer l'ACA. Aucun détail sur un plan de remplacement n'a encore été révélé. Trump a précédemment tenté d'abroger l'ACA en 2017,,.
Lors d'une interview le 11 mars 2024, Trump suggère qu'il est ouvert à la réduction des programmes de droit comme Social Security et Medicare, ce que la campagne de Trump a ensuite affirmé faisait simplement référence à « la réduction des déchets » et qu'il protégerait les programmes. Trump avait précédemment suggéré alors qu'il était président en 2020 qu'il examinerait « à un moment donné » la réduction de ces programmes, et les propositions de budget antérieures de Trump ont suggéré certaines coupures dans ces programmes. Lors de la primaire républicaine, Trump attaque ses opposants en suggérant qu'ils couperaient les avantages des programmes de droit,.
Trump déclare son intention de contraindre les sans-abri à accepter un traitement contre la toxicomanie ou à faire face à l'arrestation. Trump a l'intention de déplacer les sans-abri hors des villes pour « ouvrir de grandes parcelles de terrain peu coûteux » pour y chercher un traitement.

### Droits LGBT et droits civils
La campagne de Trump déclare son intention de réinterpréter les protections des droits civils de l'époque pour contrer le « racisme anti-blanc ». Trump affirme qu'il existe un « sentiment anti-blanc certain dans le pays ». Les conseillers de Trump déclarent que Trump annulera les décrets exécutifs de Biden conçus pour promouvoir la diversité et l'équité raciale.
Trump promet un retour en arrière sur les droits des transgenres. Trump déclare qu'il annulera les protections du Titre IX « dès le premier jour » pour les étudiants transgenres utilisant les salles de bain, les vestiaires et les pronoms qui correspondent à leur identité de genre. Trump déclare qu'il demandera au Congrès de passer une loi stipulant que les États-Unis ne reconnaîtront que deux genres, déterminés à la naissance, et promet de lutter contre les soins affirmant le genre. Trump déclare que les hôpitaux et les prestataires de soins de santé qui fournissent des hormones de transition ou des chirurgies ne seront plus éligibles au financement fédéral, y compris les financements Medicare et Medicaid. Trump promet de proscrire l'intervention hormonale et chirurgicale pour les mineurs dans les 50 États.
Trump promet des « conséquences sévères » pour les enseignants qui « suggèrent à un enfant qu'il pourrait être piégé dans le mauvais corps ». Trump a précédemment supprimé les protections du Title IX pour garantir aux jeunes transgenres l'accès aux salles de bain de leur choix et a pris des mesures pour revenir sur les protections transgenres dans l'Obamacare.

### Éducation
Trump s'engage à mettre fin au département de l'Éducation, prétendant qu'il est infiltré par des « zélotes radicaux et des marxistes »mais il s'est également engagé à exercer une influence sur les districts scolaires et les universités locales en accordant une préférence de financement aux écoles qui abolissent le mandat des enseignants, adoptent une rémunération au mérite et autorisent l'élection directe des directeurs d'école par les parents. Trump a déclaré qu’il refuserait de financer toute école dotée d’un mandat de masque ou de vaccin. Trump a déclaré son soutien aux enseignants pour qu'ils portent des armes dissimulées et qu'il fournisse des fonds pour permettre aux écoles d'embaucher des gardes armés, mais il promet également d'exercer une influence sur les districts scolaires locaux et les universités en donnant la préférence de financement aux écoles qui abolissent la titularisation des enseignants, adoptent la rémunération au mérite et permettent l'élection directe des directeurs d'école par les parents. Trump déclare qu'il refusera de financer toute école imposant un mandat de masque ou de vaccin. Il affirme son soutien pour que les enseignants portent des armes cachées et pour fournir des fonds permettant aux écoles d'engager des gardiens armés,. Trump déclare qu'il exigera des universités qu'elles « défendent la tradition américaine et la civilisation occidentale » et qu'elles éliminent les programmes de diversité.
Trump annonce son intention de promouvoir la prière dans les écoles publiques et de lutter pour une « éducation patriotique » qui « enseignera aux étudiants à aimer leur pays, et non à le haïr comme on leur enseigne actuellement », et qui promouvra « la famille nucléaire », y compris « les rôles des mères et des pères » et « les choses qui rendent les hommes et les femmes différents et uniques ». Il déclare qu'il supprimera le financement fédéral pour les programmes qui incluent « théorie critique de la race, théorie du genre, ou tout autre contenu racial, sexuel ou politique inapproprié sur nos enfants ». Il affirme qu'il « permettra l'utilisation des fonds publics pour l'instruction religieuse privée ».
Trump propose également une « Académie américaine », une université en ligne gratuite ouverte à tous les Américains, financée par les taxes sur les dotations des universités qui disposent de grandes dotations,.

### Énergie, environnement et changement climatique
Trump mène une campagne sur une base autour du déni du changement climatique,. Il répète son appel à sa politique énergétique sous le mantra « drill, baby, drill » ou « drill, drill, drill », et promet d'augmenter les forages pétroliers sur les terres publiques et d'offrir des allégements fiscaux aux producteurs de pétrole, de gaz et de charbon. Il affirme que son objectif est que les États-Unis aient le coût de l'électricité et de l'énergie le plus bas de tous les pays du monde.
Trump promet de revenir sur les initiatives de véhicules électriques et d'annuler les limites proposées par l'EPA sur les émissions des pots d'échappement qui exigeraient que 54 % des nouveaux véhicules soient électriques d'ici 2030. Trump propose de quitter l'accord de Paris sur le climat, de mettre fin aux subventions éoliennes et d'éliminer les réglementations visant les ampoules à incandescence, les cuisinières à gaz, les lave-vaisselles et les pommeaux de douche. Il a des projets de décrets pour retirer les États-Unis de la convention-cadre des Nations unies sur les changements climatiques. Trump a précédemment révoqué plus de 125 règles et politiques environnementales conçues pour réduire les émissions réchauffant la planète pendant sa présidence précédente. Les plans rédigés par la Heritage Foundation dans le cadre du projet 2025 promettent la « révocation de tous les fonds non encore dépensés » par la Loi sur la réduction de l'inflation, réduisant le financement pour l'Agence de protection de l'environnement, et fermant les bureaux de l'énergie renouvelable du département de l'Énergie. Trump a déclaré qu'il mettrait fin à toutes les politiques fédérales soutenant les véhicules électriques et ajouterait un tarif de 100 % sur les véhicules électriques importés du Mexique, et mettrait fin à tous les projets d'énergie éolienne offshore « dès le premier jour » de sa présidence. Les porte-parole de la campagne Trump ont déclaré que Trump abrogerait une politique environnementale approuvée par la Securities and Exchange Commission (Commission des valeurs mobilières des États-Unis) en mars 2024 nécessitant une divulgation des risques climatiques, des politiques de gestion des risques climatiques et de la empreinte carbone comptabilité par les sociétés publiques, et rétablirait également une règle promulguée pendant son administration exigeant que les fiduciaires dans le vote par procuration en vertu de la Loi sur la sécurité du revenu de retraite des employés de 1974 ne considèrent que les intérêts pécuniaires et non les facteurs de gouvernance environnementale, sociale et d'entreprise dans les investissements pour les 401(k) qui est révoquée par l'Administration de la sécurité des avantages sociaux pendant l'administration Biden sous Ordre exécutif 13990,.

## Rhétorique
Trump est connu pour employer une rhétorique plus sévère par rapport à celle utilisée lors de sa précédente campagne présidentielle en 2020. La rhétorique nettement plus dure et de plus en plus violente de Trump contre ses ennemis politiques est décrite par les historiens et les universitaires comme populiste, autoritaire, fasciste, et sans précédent dans l'histoire politique américaine,. Après les primaires républicaines, il est observé que Trump « redouble » de déclarations incendiaires plutôt que de les modérer pour attirer les électeurs indécis.

### Déclarations autoritaires et antidémocratiques

Pour semer le doute sur les élections, Trump a intensifié l'utilisation des déclarations sur les « élections truquées » et « l'interférence électorale » avant l'élection de 2024 par rapport aux deux élections précédentes, décrites comme faisant partie d'une stratégie rhétorique de « pile je gagne ; face tu triches »

La campagne 2024 de Trump est critiquée par les médias pour ses déclarations de plus en plus violentes et autoritaires,,,,, et certains commentateurs et historiens ont même qualifié sa rhétorique de fasciste,,,,,,, et que cela représente un durcissement du langage utilisé précédemment pendant sa campagne de 2020.
Malgré les tentatives de Trump de renverser l'élection présidentielle de 2020, et leur aboutissement dans l'assaut du Capitole des États-Unis du 6 janvier,, largement décrite comme une tentative de coup d'état,, ou auto-coup, ; Trump affirme que Joe Biden est le « destructeur » et la véritable menace pour la démocratie, et répète des affirmations fausses selon lesquelles l'élection de 2020 était truquée et volée, sans aucune preuve à l'appui. Trump a déjà déclaré qu'il avait le pouvoir de « terminer » la Constitution pour annuler sa défaite électorale,. Les alliés de Trump auraient rédigé des plans pour utiliser l'Insurrection Act de 1807 afin de déployer l'armée pour fermer les manifestations civiles contre lui dès son premier jour en fonction. Pendant sa campagne de 2024, Trump suggère de briguer un troisième mandat, ce qui fait écho à des commentaires qu'il a déjà faits lors de sa campagne de 2020, et pendant son précédent mandat,.

#### Enquête et arrestation de rivaux politiques
| Individu         | Type de représailles                                       |
| ---------------- | ---------------------------------------------------------- |
| Joe Biden        | Procureur spécial, accusations de crime, emprisonnement.   |
| Kamala Harris    | Emprisonnement.                                            |
| Mitch McConnell  | Emprisonnement.                                            |
| Chuck Schumer    | Emprisonnement.                                            |
| Mike Pence       | Emprisonnement.                                            |
| Liz Cheney       | Inculpation, tribunal militaire, trahison, emprisonnement. |
| Nancy Pelosi     | Emprisonnement.                                            |
| Adam Kinzinger   | Emprisonnement.                                            |
| Adam Schiff      | Inculpation, emprisonnement.                               |
| Jamie Raskin     | Inculpation, emprisonnement.                               |
| Pete Aguilar     | Inculpation, emprisonnement.                               |
| Zoe Lofgren      | Inculpation, emprisonnement.                               |
| Bennie Thompson  | Inculpation, emprisonnement.                               |
| Hillary Clinton  | Emprisonnement.                                            |
| Mark Milley      | Exécution pour trahison.                                   |
| Stephanie Murphy | Inculpation.                                               |
| Elaine Luria     | Inculpation.                                               |
| William Barr     | Poursuite judiciaire.                                      |
| John F. Kelly    | Poursuite judiciaire.                                      |
| Mark Zuckerberg  | Emprisonnement.                                            |

Trump déclare à plusieurs reprises son intention de faire enquêter et arrêter ses rivaux politiques, juges, procureurs et témoins impliqués dans ses procès criminels par le ministère de la Justice,,. Trump promet de licencier les procureurs américains qui désobéissent à ses ordres de poursuivre quelqu'un, ce qui entraîne des comparaisons avec le Saturday Night Massacre de Nixon. Trump suggère d'enquêter sur MSNBC et la société mère de NBC, Comcast, s'il revient au pouvoir, qualifiant leur couverture médiatique de lui de « trahison ». Trump promet de nommer un procureur spécial pour enquêter sur Joe Biden. Trump promet d'ordonner au ministère de la Justice d'enquêter sur les procureurs de district pour des motifs de droits civils novateurs en arguant que certains pratiquent une application sélective de la loi. Trump demande l'inculpation des membres du Comité du 6 janvier. Trump appelle à des « tribunaux militaires télévisés » contre des fonctionnaires démocrates et républicains actuels et anciens pour trahison.
Trump déclare à plusieurs reprises que s'il est réélu à la présidence, il ordonnera au ministère de la Justice d'enquêter et d'arrêter ses rivaux politiques dans le seul but de les empêcher de gagner une élection. Lors d'un rassemblement de campagne en octobre 2023 à Derry, NH, Trump déclare : « Si je gagne - ce que j'espère que nous faisons, car nous n'allons pas avoir de pays - mais si je gagne, je pourrais alors dire, je ne sais pas : Ce gars, ce Démocrate va très bien. Je n'aime pas les chiffres des sondages. Procureur général, descends, arrête ce gars, s'il te plaît ? Donne-lui une citation à comparaître ! Inculpe-le ! C'en est fini pour lui !' ». Trump déclare lors d'une interview en novembre 2023 avec Univision, « si je suis président et que je vois quelqu'un qui se débrouille bien et qui me bat très mal, je dis descends et inculpe-les, la plupart d'entre eux seraient hors course. Ils seraient dehors. Ils seraient hors de l'élection ».

#### Commentaire de Trump sur sa dictature
Le 5 décembre 2023, lors d'une interview télévisée enregistrée avec Sean Hannity, Trump déclare qu'il serait seulement un dictateur le « premier jour » de sa présidence et non après et n'a pas répondu à la question de Hannity s'il n'abuserait pas du pouvoir, pour enfreindre la loi, pour utiliser le gouvernement pour réprimer des gens. Les aides de campagne de Trump déclarent plus tard que Trump essayait simplement de « provoquer la gauche » et les médias avec son commentaire sur le dictateur. Peter Baker du The New York Times rapporte qu'après la déclaration, « les discussions sur la qualité potentiellement autoritaire d'une nouvelle présidence de Trump imprègnent le débat politique dans la capitale du pays » et déclare que la campagne de Trump ne fait pas assez pour apaiser les inquiétudes et semble s'aligner sur les prédictions autocratiques des médias.
Le 9 décembre 2023, Trump répond à l'article de Baker sur ses remarques de dictateur lors du 111e gala annuel du New York Young Republican Club en disant : « Baker aujourd'hui dans le New York Times a dit que je veux être un dictateur. Je n'ai pas dit ça. J'ai dit que je veux être un dictateur pendant une journée. Vous savez pourquoi je voulais être un dictateur ? Parce que je veux un mur, et je veux forer, forer, forer. » Trump affirme ensuite que parler de lui comme une menace pour la démocratie est le « dernier canular des démocrates ».
Le commentaire suscite des discussions sur son sens et ses conséquences possibles parmi ceux qui le trouvent sans importance, et ceux qui le trouvent préoccupant,,,,,.

#### Trump c. États-Unis
Lors du procès Trump c. États-Unis, Trump argue que la Constitution permet une immunité absolue pour toutes les actions présidentielles, même criminelles, sauf si le Sénat vote avec succès pour destituer. Lors des plaidoiries orales le 25 avril 2024, l'avocat de Trump, D. John Sauer, soutient notamment que si structuré comme un acte officiel, le président ne pourrait pas être accusé de vendre des secrets nucléaires à un adversaire étranger, d'accepter un pot-de-vin, d'ordonner à l'armée de mener un coup d'État pour conserver le pouvoir ou d'ordonner un assassinat politique. Sauer argue qu'en raison de l'immunité absolue, le président doit être destitué et retiré du Congrès en premier.
Les revendications de Trump pour une « immunité absolue » sont rejetées par la plupart des commentateurs politiques et deux tribunaux inférieurs. Dans une décision unanime du panel de trois juges de la cour d'appel des États-Unis pour le circuit du district de Columbia, la cour déclare que si la théorie de l'autorité constitutionnelle de Trump était acceptée, cela « effondrerait notre système de séparation des pouvoirs » et placerait un président au-dessus des lois.
Charlie Savage du New York Times écrit que la revendication d'immunité de Trump remet en question « une caractéristique de la démocratie à l'américaine : sa méfiance envers le pouvoir concentré ». Il ajoute que « plutôt qu'une présidence théoriquement limitée par la loi, le pays serait gouverné par des présidents qui pourraient commettre ouvertement des crimes officiels en toute impunité, tant que suffisamment de législateurs alliés resteraient suffisamment loyaux pour bloquer toute destitution ».
Écrivant pour Politico, l'ancien procureur fédéral Ankush Khardori écrit que les revendications de Trump sont « ridicules », critique la Cour suprême de ne pas les avoir rejetées immédiatement et donc de potentiellement retarder les procès criminels de Trump jusqu'après l'élection présidentielle de 2024, et critique la cour pour « rendre des décisions manifestement politiques qui sont clairement alignées sur les priorités politiques du Parti républicain ».
Le 1er juillet 2024, dans une décision à 6 contre 3 le long des lignes idéologiques, la Cour suprême accorde à Trump une immunité absolue pour les actes qu'il a commis en tant que président dans le cadre de ses pouvoirs constitutionnels, une immunité présomptive pour les actes officiels, et aucune immunité pour les actes non officiels. La décision est largement critiquée par des experts juridiques et des historiens.

### Déclarations violentes et déshumanisantes
La campagne de Trump est remarquée pour utiliser une rhétorique de plus en plus déshumanisante et violente contre ses ennemis politiques,,,,.

#### Déclarations violentes contre des adversaires politiques et des élus
Dans des remarques publiques en septembre 2023, Trump utilise une rhétorique violente, appelant à tirer sur les voleurs à l'étalage et à faire exécuter pour trahison Mark Milley, le président des chefs d'état-major interarmées qu'il a nommé ; il se moque également de l'attaque au marteau qui a grièvement blessé Paul Pelosi, le mari de la présidente de la Chambre de l'époque, Nancy Pelosi. Trump affirme que ses adversaires politiques sont une plus grande menace pour les États-Unis que des pays comme la Russie, la Chine et la Corée du Nord,.
En prévision de l'élection de 2024, Trump republie du contenu QAnon sur ses réseaux sociaux, encourage les chants QAnon et joue une chanson associée à QAnon pour clôturer ses rassemblements. Les experts considèrent ces publications comme une « approbation tacite d'un mouvement dangereux qui a été lié à des actes criminels allant de l'émeute du Capitole du 6 janvier à des cas isolés de violence et même de meurtre ».
En parlant de l'économie américaine et de son industrie automobile lors d'un rassemblement le 16 mars 2024, Trump promet d'imposer des tarifs sur les voitures fabriquées à l'étranger s'il gagne l'élection, ajoutant « Maintenant, si je ne suis pas élu, ce sera un... bain de sang pour le pays »,. Le 30 mars 2024, Trump est critiqué pour avoir posté une vidéo sur ses réseaux sociaux montrant Joe Biden ligoté comme un cochon,,. Trump minimise mais ne rejette pas la possibilité de violence après l'élection de 2024 s'il ne gagne pas, déclarant « cela dépend ».
Trump est connu pour envoyer des courriels de collecte de fonds faux et incendiaires dans une tentative de générer de l'attention et des fonds, qui sont jugés agressifs même selon les normes de « la langue fréquemment hyperbolique et incendiaire de Trump ». Trump suggère que ses adversaires cherchent à lui infliger la peine de mort via guillotine, et suggère que ses adversaires politiques visent en réalité ses partisans. Le commentaire de Trump disant, « 1 MOIS AVANT QUE TOUT ENFER SE DÉCHAÎNE ! ILS VEULENT ME CONDAMNER À MORT » est particulièrement critiqué pour ressembler à un tweet qu'il a envoyé avant les événements de l'attaque du 6 janvier disant « Soyez là, ce sera sauvage ! » et au tweet de Steve Bannon disant « tout l'enfer va se déchaîner demain » avant que des groupes extrémistes violents n'attaquent le Capitole américain,.

#### Déclarations violentes contre des individus du système judiciaire
Trump attaque les témoins, juges, jurés et familles des individus impliqués dans ses procès criminels,,. Trump attaque à plusieurs reprises les forces de l'ordre en relation avec leurs enquêtes criminelles sur ses tentatives de renverser l'élection de 2020 et sa gestion de documents classifiés, les qualifiant de « monstres politiques », demandant aux gens de « s'en prendre » à la procureure générale de New York Letitia James, et avertissant qu'une inculpation contre lui par le procureur du district de Manhattan Alvin L. Bragg entraînerait des « morts et destructions potentielles », entre autres commentaires, ce qui soulève des inquiétudes quant à la sécurité physique des officiers.
Pendant et après sa condamnation pénale de 34 crimes dans The People of the State of New York v. Donald J. Trump, Trump et ses alliés républicains font de nombreuses déclarations fausses et trompeuses et attaquent le juge et le jury impliqués dans le procès. Trump appelle le juge Juan Merchan « un diable », affirme que le procès est « truqué » et accuse à tort Joe Biden et le Parti démocrate d'orchestrer ses procès criminels pour l'empêcher de retourner à la Maison-Blanche, sans aucune preuve,. Les déclarations fausses sont suivies d'appels à des représailles violentes, à l'exécution du juge, à la guerre civile, à l'insurrection armée et aux émeutes par les partisans de Trump en ligne.
Pendant sa campagne de 2024, Trump continue de se présenter comme une victime d'un « Deep State » d'élites qui tentent de le saper lui et l'Amérique. Trump déclare que ses procès criminels font de lui un « prisonnier politique » et se compare au dissident russe Alexei Navalny,. Le 21 mai 2024, Trump affirme à tort que Joe Biden est prêt à le tuer lors de la perquisition du FBI à Mar-a-Lago le 8 août 2022 en dénaturant la politique standard du département de la Justice sur l'utilisation de la force. L'accusation est jugée sans précédent dans l'histoire moderne des États-Unis. Le New York Times rapporte que l'accusation est une escalade de la rhétorique et qu'il se présente comme un « martyr politique dont la vie pourrait être en danger ».

#### Déclarations violentes et déshumanisantes contre les immigrants sans-papiers
Depuis l'automne 2023, Trump utilise à plusieurs reprises une rhétorique de l'hygiène raciale en déclarant que les immigrants sans-papiers « empoisonnent le sang de notre pays », ce qui est comparé à un langage rappelant celui des suprémacistes blancs et d'Adolf Hitler,,,. Le ton anti-immigration de Trump est noté comme étant devenu plus dur par rapport à son précédent mandat de président, où, comme rapporté dans le New York Times, il « réfléchit en privé à la possibilité de développer une frontière militarisée comme celle d'Israël, demande si les migrants traversant la frontière peuvent être tirés dans les jambes et veut un mur frontalier proposé surmonté de pointes perforantes et peint en noir pour brûler la peau des migrants ». La rhétorique récente inclut des déclarations selon lesquelles les dirigeants étrangers vident délibérément les asiles pour envoyer « prisonniers, meurtriers, trafiquants de drogue, patients mentaux, terroristes » à travers la frontière sud de l'Amérique en tant que migrants, et compare les migrants au tueur en série fictif Hannibal Lecter.
Trump déclare à plusieurs reprises que les immigrants sans-papiers sont sous-humains, affirmant qu'ils ne sont « pas des personnes », « pas des humains », et « des animaux ». Trump décrit les immigrants comme des serpents mortels lors de ses rassemblements, réutilisant les paroles de la chanson de 1968 « The Snake ». Trump affirme sans preuve que les immigrants sans-papiers venant d'Afrique, du Moyen-Orient et d'ailleurs « construisent une armée » d'hommes « en âge de combattre » pour attaquer les Américains « de l'intérieur ». Trump suggère que les migrants devraient être mis dans des ligues de combat spéciales pour combattre pour le sport.

#### Commentaire de Trump sur le «bain de sang»
Trump reçoit une attention médiatique significative pour un rassemblement du 16 mars 2024, où, dans une section de son discours sur l'industrie automobile américaine, Trump déclare que « Maintenant, si je ne suis pas élu, ce sera un bain de sang pour le pays entier - ce sera le moindre des problèmes. Ce sera un bain de sang pour le pays ». De nombreux commentateurs voient l'utilisation du terme « bain de sang » comme un appel à la violence politique et conforme au schéma plus large de la rhétorique violente utilisée par Trump pendant sa campagne de 2024,,,,, ou comme un appel à une autre attaque de type 6 janvier.
Trump déclare plus tard que la citation est sortie de son contexte et qu'il faisait référence à l'industrie automobile américaine, qualifiant la controverse de résultat de la « Fake News »,,. D'autres déclarent qu'il est difficile de savoir exactement ce que Trump voulait dire dans le contexte du discours,.
Lisa Friedman du New York Times déclare que même si le commentaire de Trump fait référence aux automobiles, il correspond à un schéma de langage de plus en plus brutal que Trump utilise envers les véhicules électriques, et que certains experts estiment que Trump « normalise la violence en émaillant une diatribe contre les véhicules électriques de promesses d'un « bain de sang » s'il perd l'élection » et que les partisans de Trump ont réagi violemment même lorsque son langage est ambigu.

### Accusations de sentiments nazis, d'extrême droite, antisémites et suprémacistes blancs
Plusieurs déclarations et actions de Trump sont accusées de rappeler la rhétorique nazie, l'idéologie d'extrême droite, l'antisémitisme et la suprématie blanche,.
Depuis l'automne 2023, Trump déclare que les immigrants sans-papiers « empoisonnent le sang de notre pays », ce qui est comparé à une rhétorique de l'hygiène raciale rappelant celle des suprémacistes blancs et d'Adolf Hitler,. Les commentaires de Trump sur « l'empoisonnement du sang » attirent davantage l'attention des médias sur les déclarations passées de Trump. Trump parle à plusieurs reprises de la « théorie des bons gènes » et mentionne précédemment la « théorie des chevaux de course » lors d'un rassemblement de campagne en 2020, utilisée pour justifier la sélection humaine et critiquée pour ses liens avec l'eugénisme et le nazisme pendant la Seconde Guerre mondiale. Trump est également critiqué pour des déclarations passées lors du rassemblement suprémaciste blanc et antisémite Unite the Right rally en 2017, où il déclare qu'il y avait « des gens très bien des deux côtés »,,. En mai 2024, Trump affirme que Biden dirige une « administration de la Gestapo », ce qui est critiqué pour ses comparaisons avec la police secrète de l'Allemagne nazie. Le 1er août 2023, la campagne de Trump compare les procès criminels de Trump à « l'Allemagne nazie dans les années 1930, l'ancienne Union soviétique et d'autres régimes autoritaires et dictatoriaux ». La déclaration est critiquée par l'Anti-Defamation League, qui déclare que la comparaison « à l'Allemagne nazie dans les années 1930 est factuellement incorrecte, complètement inappropriée et carrément offensante ».
En novembre 2022, Trump est largement critiqué,, après avoir dîné avec Kanye West et Nick Fuentes, un nationaliste blanc et négationniste de l'Holocauste à son domicile de Mar-a-Lago. Trump répond que West « est arrivé de manière inattendue avec trois de ses amis, dont je ne savais rien »,.
Dans un discours de campagne et un message sur son site de médias sociaux le Veterans Day, 11 novembre 2023, Trump qualifie certains de ses opposants politiques de « vermine », promettant d'« éradiquer » les « communistes, marxistes, fascistes et voyous de la gauche radicale qui vivent comme de la vermine dans les confins de notre pays qui mentent, volent et trichent lors des élections ». L'utilisation par Trump du terme « vermine » est critiquée pour rappeler la rhétorique fasciste de Benito Mussolini et Adolf Hitler,,. Le porte-parole de la campagne de Trump, Steven Cheung, répond aux critiques en disant :

« Ceux qui essaient de faire cette assertion ridicule sont clairement des flocons de neige s'accrochant à n'importe quoi parce qu'ils souffrent du syndrome de dérangement de Trump, et leur existence triste et misérable sera écrasée lorsque le président Trump reviendra à la Maison-Blanche. »

Selon le New York Times, les chercheurs sont partagés quant à savoir si « le virage rhétorique de Trump vers un territoire plus fascisant est juste sa dernière provocation publique de la gauche, une évolution de ses croyances, ou la levée d'un voile ».
Le 18 mars 2024, Trump est critiqué pour avoir déclaré que « tout juif qui vote pour les démocrates déteste sa religion », et qu'« ils détestent tout ce qui concerne Israël, et ils devraient avoir honte d'eux-mêmes parce qu'Israël sera détruit ». À la suite des critiques croissantes des groupes juifs, la campagne de Trump répond que « Trump a raison », et que le Parti démocrate « s'est transformé en une cabale anti-Israël, antisémite et pro-terroriste ». Jonathan Greenblatt de l'Anti-Defamation League qualifie les commentaires de Trump de « diffamatoires et manifestement faux ». Amy Spitalnick, directrice générale du Jewish Council for Public Affairs, affirme que Trump « normalise davantage les antisémites dangereux ». Les commentaires de Trump sont accusés d'évoquer un trope antisémite selon lequel les Juifs ont une « double loyauté » et sont plus loyaux envers Israël qu'envers leur propre pays. Trump répète depuis que les Juifs qui votent pour Biden trahissent leur identité religieuse et culturelle à plusieurs reprises pendant sa campagne de 2024 à la suite de ses commentaires initiaux du 18 mars.

#### Publication sur les réseaux sociaux d'une vidéo intitulée «Reich unifié»
Le 20 mai 2024, la campagne de Trump publie une vidéo sur le compte Truth Social de Trump, montrant des titres de journaux hypothétiques en cas de victoire de Trump,. Sous un titre intitulé « What's next for America? » figure un sous-titre indiquant : « La force industrielle allemande augmente considérablement après 1871, poussée par la création d'un Reich unifié », bien que le sous-titre ne soit pas entièrement visible à tout moment, montrant plutôt : « la force industrielle augmente considérablement... poussée par la création d'un Reich unifié »,. La campagne de Trump supprime la vidéo le lendemain après qu'elle a suscité des critiques bipartites, les critiques se concentrant particulièrement sur l'expression « la création d'un Reich unifié » ; le président Biden commente que la vidéo utilise « le langage de l'Allemagne nazie »,.
La campagne de Trump répond que la vidéo n'a pas été réalisée par la campagne, mais par un partisan de Trump. Après que CNN ait trouvé le modèle de la vidéo dans une boutique de modèles de graphismes animés en ligne, le formulaire de contact du modèle met CNN en relation avec un graphiste turc qui dit avoir créé les graphiques de journaux en 2023, utilisant du contenu en ligne sur la Première Guerre mondiale pour dupliquer la phrase indiquée ci-dessus. Cette phrase est présente dans l'article Wikipédia sur la Première Guerre mondiale, ajoutée en novembre 2022 et supprimée plus tard, rapporte l'Associated Press. La vidéo montre également un contenu indiquant que « 15 millions d'immigrants illégaux déportés » du « 28 juillet 1914 — 11 novembre 1918 », une période correspondant exactement à la Première Guerre mondiale. The Bulwark rapporte, en citant des sources anonymes, que Natalie Harp est l'employée qui a posté la vidéo,.

### Attaque du Capitole des États-Unis le 6 janvier
Trump adopte et célèbre l'attaque du Capitole du 6 janvier et promeut une réécriture révisionniste de l'événement. Trump évoque continuellement les événements de l'attaque du Capitole du 6 janvier lors de rassemblements et de discours pour sa campagne de 2024 et en fait un cri de ralliement politique,. Trump appelle à plusieurs reprises ceux qui sont accusés pour leurs actions ce jour-là « des guerriers », « des otages » et « de grands, grands patriotes » et promet de les gracier s'il est réélu à la présidence,. Trump minimise visiblement les événements de ce jour, les qualifiant de « belle journée » avec « tant d'amour », et diffuse une vidéo de l'attaque lors d'un rassemblement à Waco, Texas avec une chorale d'anciens émeutiers du 6 janvier chantant la chanson Justice for All,, ce qu'il continue de faire lors de rassemblements et d'événements ultérieurs. Trump répand des théories du complot sans fondement lors de ses rassemblements selon lesquelles « il y avait Antifa et il y avait le FBI » lors de l'émeute. The New York Times déclare que les commentaires de Trump « risquent de radicaliser encore plus ses partisans les plus fervents, les encourageant à répéter des événements comme ceux qui se sont déroulés le 6 janvier ». Robert Pape, politologue à l'Université de Chicago, déclare que les commentaires de Trump sur l'attaque « normalisent la violence comme solution légitime aux griefs politiques ». Trump minimise mais ne rejette pas la violence après l'élection de 2024 s'il ne gagne pas, déclarant que « cela dépend ».

### Affirmations
Lors de rassemblements et d'interviews, Trump affirme à plusieurs reprises que plusieurs événements depuis l'élection de 2020 ne se seraient pas produits s'il avait remporté l'élection, à savoir l'attaque menée par le Hamas contre Israël en 2023, l'invasion russe de l'Ukraine en 2022 et l'inflation. Les experts déclarent que de tels événements se seraient probablement produits même si Trump avait gagné l'élection de 2020. Jonathan Schanzer de la Foundation for Defense of Democracies et Natan Sachs, le directeur du Center for Middle East Policy à la Brookings Institution, déclarent qu'il n'y avait aucune politique de l'ère Trump qui aurait arrêté l'attaque du Hamas contre Israël. Les chercheurs estiment également que l'invasion de l'Ukraine par la Russie se serait probablement produite et que les déclarations de Trump envers l'OTAN et la Russie auraient probablement rendu une réponse initiale unifiée à l'invasion russe « impossible » et auraient pu entraîner une victoire russe précoce.
Lors de ses discours de campagne, Trump affirme à tort que l'administration Biden est en train de convertir des chars de l'armée américaine en véhicules électriques,,.
CNN décrit comme un « discours rempli de mensonges au CPAC » en février 2024, Trump répète des affirmations fausses sur l'élection de 2020 et le mur frontalier.

## Financement de la campagne
Le 15 novembre 2022, Trump annonce sa candidature pour l'élection présidentielle américaine de 2024 et crée un compte de collecte de fonds,. En mars 2023, la campagne commence à détourner 10 % des dons vers le leadership PAC de Trump qui a payé 16 millions de dollars pour ses frais juridiques en juin 2023. L'accord de collecte de fonds de Trump avec le Republican National Committee est noté pour prioriser les paiements à son PAC Save America avant le parti lui-même. Depuis son départ de ses fonctions en janvier 2021 jusqu'en mars 2024, Trump dépense plus de 100 millions de dollars en frais juridiques à partir de comptes de campagne. Le leadership PAC de Trump, Save America, dépense 76,5 millions de dollars depuis le 30 mars 2023 jusqu'en février 2024, dont environ 47,4 millions de dollars directement consacrés aux dépenses juridiques.
Au début de 2024, Trump accuse un retard notable par rapport à Biden en matière de collecte de fonds, en partie à cause du détournement de dons pour payer les frais juridiques liés à ses nombreux procès criminels. Début mars 2024, la campagne de Trump dispose de 50 millions de dollars en liquidités et les Super PACs alignés sur Trump ont 52 millions de dollars, tandis que la campagne de Biden dispose de 155 millions de dollars en liquidités et les Super PACs alignés sur Biden ont 64 millions de dollars. Selon un article de Reuters du 28 mars, les contributions importantes représentent 65 % du soutien de Trump, contre 55 % pour Biden. En partie en raison des faibles chiffres de collecte de fonds, la campagne de Trump annonce en avril que tous les candidats utilisant le nom, l'image et la ressemblance de Trump doivent verser 5 % de tous les fonds collectés à Trump National Committee JFC, et que « tout partage supérieur à 5 % sera vu favorablement par le RNC et la campagne de Trump et sera régulièrement signalé aux plus hauts niveaux de la direction des deux organisations ».
Le 6 avril 2024, la campagne de Trump rapporte elle-même une collecte de fonds de 50,5 millions de dollars chez le milliardaire John Paulson. Le 21 mai, Trump rapporte un total de 76,2 millions de dollars pour avril, battant les 51 millions de dollars de Biden et battant le total des collectes de fonds de Biden pour la première fois. The New York Times rapporte que Trump est largement attendu pour rattraper le retard en matière de collecte de fonds une fois qu'il aura obtenu la nomination républicaine et signé un accord de collecte de fonds conjoint avec le RNC. Trump accuse notablement un retard en termes de liquidités disponibles, totalisant 48 millions de dollars contre 84,5 millions de dollars pour Biden, ces totaux n'incluant pas l'argent des PACs. Trump continue de dépenser des millions en frais juridiques totalisant 3,3 millions de dollars. En juin, la campagne de Trump rapporte une collecte de fonds de 141 millions de dollars pour mai, battant les 85 millions de dollars de Biden. Trump et le RNC entrent en juin avec 235 millions de dollars disponibles contre 212 millions de dollars pour Biden. La campagne de Trump attribue cette collecte aux répercussions de ses 34 condamnations pour crimes en mai qui ont permis de lever 70 millions de dollars dans les 48 heures suivant le verdict et ont brièvement fait planter WinRed. Trump reçoit également un don de 50 millions de dollars du milliardaire Timothy Mellon. La combinaison de l'amélioration de la collecte de fonds de Trump et des dépenses accrues de Biden en publicités télévisées est notée pour donner un avantage financier à Trump d'ici l'été 2024.
Trump est remarqué pour un mélange « sans précédent » d'affaires personnelles et de collecte de fonds politiques lors de sa campagne de 2024. Trump promeut des bibles (en) à 59,99 $, des baskets à 399 $, des parfums « Victory47 » à 99 $ et des cartes à collectionner numériques NFT Trump à 99 $ pour ses comptes personnels, non liés à la campagne,. La campagne de Trump est remarquée pour dépenser de grandes sommes d'argent de campagne dans des entreprises appartenant à Trump, en particulier son complexe Mar-a-Lago et le Trump National Doral Miami.

### Donateurs majeurs
En mai 2024, le Washington Post rapporte qu'une douzaine de hauts dirigeants pétroliers, dont Mike Sabel, PDG et fondateur de Venture Global LNG, Jack Fusco, PDG de Cheniere Energy, et des hauts dirigeants de Chevron, Continental Resources, Exxon, Occidental Petroleum, et d'autres entreprises, assistent à un dîner de collecte de fonds au club Mar-a-Lago de Trump en avril 2024. Trump leur demande de donner 1 milliard de dollars à sa campagne et promet de supprimer immédiatement les règles et politiques environnementales mises en place sous le président Biden, y compris l'énergie propre et les véhicules électriques. Greg Sargent soutient que des promesses comme celles-ci sont corrompues et contribuent à l'impression qu'un second mandat de Trump serait « terriblement chaotique et perturbateur pour le climat des affaires ».

## Événements de la campagne
Les événements de la campagne de Trump sont décrits comme « improvisés », comme un « concert de rock », et « remplis de mensonges et d'inexactitudes ». Les événements incluent fréquemment des affirmations de déni des résultats des élections de 2020, des revendications de victimisation et de persécution, une rhétorique anti-immigrés, la narration d'histoires non vérifiées mettant en valeur les compétences de négociation de Trump, et des messages sombres et apocalyptiques sur l'avenir si Trump ne gagne pas. The Associated Press note que « les rassemblements de Trump prennent les symboles, la rhétorique et le programme du nationalisme chrétien ». Les rassemblements de Trump se terminent par une chanson instrumentale appropriée par le mouvement QAnon appelée « Mirrors ».

### Événements notables

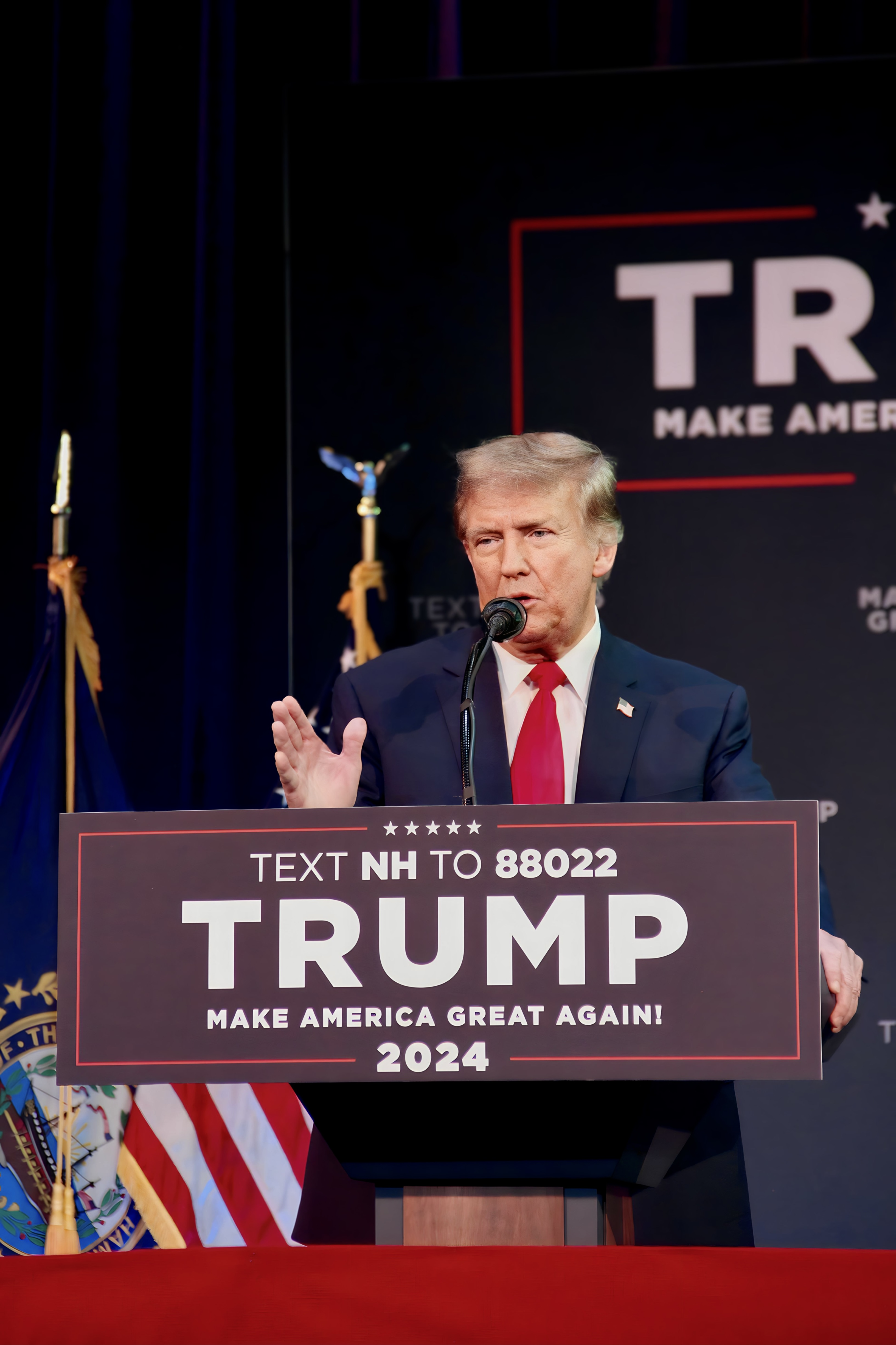
Rassemblement de Trump dans le New Hampshire.

Le 28 janvier 2023, Trump organise ses premiers événements de campagne en Caroline du Sud et dans le New Hampshire,.
Le 4 mars 2023, Trump prononce un long discours en tant que principal orateur lors de la convention du CPAC, également assistée par Nikki Haley, mais pas par d'autres candidats républicains potentiels. Dans son discours, Trump promet de servir de représailles pour ceux qui ont été lésés et déclare qu'il est le seul candidat qui peut empêcher la Troisième Guerre mondiale.
Le 25 mars, Trump organise un rassemblement à Waco (Texas) pendant le trentième anniversaire du siège de Waco,,, et ouvre notablement avec une interprétation de la chanson Justice for All interprétée par une chorale d'une vingtaine d'hommes emprisonnés pour leur rôle dans l'attaque du Capitole du 6 janvier.
À la fin du mois d'avril, Trump laisse entendre qu'il n'est pas intéressé par des débats avec d'autres candidats républicains, du moins pas avant plus tard dans l'année.
Le 10 mai 2023, Trump apparaît en tête-à-tête avec l'animatrice de nouvelles Kaitlan Collins lors du CNN Republican Town Hall with Donald Trump au Saint Anselm College dans le New Hampshire, avec un public de républicains et de votants indécis,. Lors de l'événement, Trump revendique le renversement de Roe v. Wade (1973), soutient le défaut de paiement de la dette nationale dans la crise du plafond de la dette, et affirme à nouveau de manière erronée que l'élection de 2020 a été volée. Trump suggère également de gracier ceux condamnés à la suite de l'attaque du Capitole des États-Unis le 6 janvier.
Le 27 janvier 2024, lors d'un rassemblement à Las Vegas avant le caucus présidentiel de l'État, Trump revendique le mérite d'avoir tenté de bloquer un accord bipartite sur la sécurité des frontières en cours de négociation au Sénat. Trump répète ses affirmations selon lesquelles la crise frontalière est une « invasion », une « plaie ouverte », un « crime contre notre nation » et une « atrocité contre notre Constitution », et admet qu'il ne voulait pas que l'accord passe car cela serait « un autre cadeau aux démocrates de gauche radicale » qui « en ont besoin politiquement » et impacterait un élément clé de sa campagne de réélection,.
Le 23 février 2024, Trump est critiqué pour des commentaires lors d'un discours de campagne où il déclare que ses quatre inculpations criminelles et sa photo d'identité judiciaire augmentent son attrait auprès des électeurs noirs et pour avoir comparé ses ennuis judiciaires à la discrimination anti-noire historique,,.
En juin 2024, Trump décrit la ville de Milwaukee, qui accueille la convention nationale républicaine de juillet 2024, comme « une ville horrible » ; plus tard, Trump répond aux reportages en déclarant aux médias : « J'aime Milwaukee, j'ai de grands amis à Milwaukee, mais comme vous le savez, les chiffres de la criminalité sont terribles. Nous devons être très prudents. Mais je faisais aussi référence à l'élection,  les bulletins de vote, la façon dont cela s'est passé, c'était très mauvais à Milwaukee »,.
Le 13 juillet 2024, Trump survit à une tentative d'assassinat lors d'un rassemblement à Butler, en Pennsylvanie. Trump est blessé à l'oreille droite. Il est escorté hors du lieu par le United States Secret Service,. Le tireur, identifié par le FBI comme étant Thomas Matthew Crooks, est abattu par les agents du Secret Service,,,,,.
Le 15 septembre 2024, alors que Donald Trump joue au golf sur son parcours du Trump International Golf Club de West Palm Beach, non loin de sa résidence de Mar-a-Lago, en Floride, une fusillade entre les Secret Service et une personne a lieu à proximité (entre 300 et 500 mètres) de l'ancien président américain,. Le FBI évoque dans un communiqué une possible « tentative d'assassinat »,. Un fusil de type AK-47, avec une lunette, une caméra GoPro, deux sacs à dos et du matériel d’enregistrement vidéo sont retrouvés dans un buisson,. Le suspect, un homme de 58 ans, alors au volant d'un véhicule Nissan noir, identifié comme Ryan Wesley Routh et domicilié à Hawaï, est arrêté,,.

## Éligibilité
Les questions de l'éligibilité de Trump à se présenter à la présidence en 2024 sont délimitées par la Constitution des États-Unis. Deux amendements abordent cette question : les amendements 14e et 22e. D'une part, certains chercheurs ont soutenu que, bien que Trump ait été inculpé à plusieurs reprises, ni les inculpations ni les condamnations qui en résultent ne le rendraient inéligible à la fonction,. D'autre part, des chercheurs conservateurs et originalistes ont soutenu que Trump est inéligible parce que la section 3 du quatorzième amendement s'applique.
Le 19 décembre 2023, la Cour suprême du Colorado décide que Trump est disqualifié pour exercer des fonctions et que son nom doit être retiré du bulletin de vote des primaires républicaines du Colorado. La campagne de Trump déclare qu'elle ferait appel de la décision devant la Cour suprême des États-Unis. Le 28 décembre 2023, le secrétaire d'État du Maine interdit à Trump de figurer sur le bulletin de vote des primaires républicaines du Maine. La campagne de Trump déclare qu'elle ferait appel de la décision devant les tribunaux de l'État du Maine, et le secrétaire d'État suspend la décision en attendant le verdict du tribunal. Le 4 mars 2024, la Cour suprême des États-Unis annule la décision de la Cour suprême du Colorado, affirmant que les États n'ont pas le pouvoir de disqualifier Trump ou d'autres candidats des élections fédérales en vertu de la clause d'insurrection du 14e amendement,.

### 14eAmendement

Admissibilité au bulletin de vote des primaires du GOP avant Trump v. Anderson
Affaire classée par la Cour suprême de l'État
Affaire classée par un tribunal inférieur
Décision déclarant que Trump est inéligible ; en attente d'appel
Procès intenté

À la suite de la guerre civile américaine, le 14e amendement est adopté. La Section 3 de l'amendement interdit à quiconque d'exercer une fonction publique s'il a déjà prêté serment de soutenir la Constitution, mais a ensuite « participé à une insurrection ou à une rébellion contre les [États-Unis], ou a donné aide ou réconfort à leurs ennemis ». Le rôle de Trump dans l'attaque du Capitole des États-Unis le 6 janvier est cité par ses opposants comme une raison de sa disqualification pour briguer une fonction publique.
Le groupe non lucratif Citizens for Responsibility and Ethics in Washington (CREW) ainsi que d'autres groupes de défense et individus prévoient des efforts État par État pour empêcher Trump de figurer sur les bulletins de vote des États,. En 2023, des affaires judiciaires sont engagées dans des États comme le Colorado, le Michigan, le Minnesota et le New Hampshire.
Le 19 décembre 2023, la Cour suprême du Colorado décide dans Anderson v. Griswold que Trump est inéligible pour exercer des fonctions en vertu de la section trois du quatorzième amendement de la Constitution des États-Unis et ne peut pas apparaître sur le bulletin de vote pour l'élection présidentielle de 2024 au Colorado. La décision, qui marque la première fois qu'un tribunal détermine qu'un candidat présidentiel est disqualifié en raison de la section trois du 14e amendement, est suspendue pour permettre un appel. Le Parti républicain du Colorado fait appel,. Trump fait également appel. La Cour suprême des États-Unis accepte d'entendre l'affaire.
Le 4 mars 2024, la décision de la Cour suprême du Colorado de disqualifier Trump du bulletin de vote des primaires de l'État est annulée à l'unanimité par la Cour suprême des États-Unis.

### 22eamendement
Trump n'a été élu président qu'une seule fois, en 2016, donc il n'est pas limité par le 22e amendement, qui permet deux mandats complets. Même avant de perdre l'élection de 2020, il proclame publiquement sa volonté de briguer un troisième mandat en 2024, bien que cela soit explicitement interdit. Trump affirme qu'il a droit à un troisième mandat parce que Barack Obama aurait espionné lui et sa campagne,,.
Trump remet en question les limites des mandats présidentiels à plusieurs reprises pendant son mandat, et dans des déclarations publiques parle de servir au-delà des limites du 22e amendement. Lors d'un événement à la Maison Blanche en avril 2019 pour le Wounded Warrior Project, il plaisante en disant qu'il resterait président pendant 10 à 14 ans et en mars 2018, il loue Xi Jinping pour avoir aboli les limites de mandat. Lors d'une interview en avril 2024 avec le magazine Time, Trump déclare qu'il ne serait pas en faveur de contester le 22e amendement. Lors d'une convention de la National Rifle Association en mai 2024, Trump suggère qu'il serait un président à trois mandats.
Trump cherche à devenir le deuxième président à servir des mandats non consécutifs, après Grover Cleveland qui est réélu en 1892. Le dernier président à un mandat à faire campagne pour un second mandat non consécutif est Herbert Hoover, qui après avoir servi de 1929 à 1933 tente des candidatures infructueuses en 1936 et 1940 après sa défaite en 1932.

## Développements post-annonce
Trois jours après que Trump annonce sa candidature, le procureur général des États-Unis Merrick Garland nomme Jack Smith comme procureur spécial pour les enquêtes concernant le rôle de Trump dans l'attaque du 6 janvier et dans la mauvaise gestion des documents gouvernementaux,. Les procureurs spéciaux peuvent être nommés lorsqu'il peut y avoir un conflit d'intérêts ou l'apparence de celui-ci, et Garland déclare que les candidatures politiques annoncées de Trump et du président Biden l'incitent à prendre ce qu'il décrit comme une « mesure extraordinaire ». Les enquêtes des procureurs spéciaux fonctionnent en grande partie indépendamment du contrôle du ministère de la Justice en vertu de règlements fédéraux anciens de plusieurs décennies, et Garland déclare que « la nomination souligne l'engagement du ministère envers à la fois l'indépendance et la responsabilité dans les affaires particulièrement sensibles ».
Le 19 novembre 2022, Elon Musk, quatre semaines après avoir pris possession de Twitter, rétablit à la fois le compte personnel de Trump et le compte de campagne de Trump, près de deux ans après que Trump soit définitivement banni de la plateforme par l'ancien PDG de Twitter Jack Dorsey, en raison des politiques de Twitter sur la glorification de la violence et l'intégrité civique, à la suite de l'attaque du Capitole des États-Unis le 6 janvier.
À la fin de novembre 2022, Kanye West annonce sa propre candidature à l'élection présidentielle de 2024. Peu de temps après, West rend visite à Trump à Mar-a-Lago, en compagnie de Nick Fuentes, un nationaliste blanc et négationniste de l'Holocauste,. West affirme qu'après avoir demandé à Trump de devenir son candidat à la vice-présidence, « Trump commence à me crier dessus à la table en me disant que j'allais perdre ». Trump répond avec une déclaration selon laquelle West « s'est présenté de manière inattendue avec trois de ses amis, que je ne connaissais pas » et dans une autre déclaration reconnaît avoir conseillé à West de se retirer de la course. Plusieurs autres prétendants possibles de 2024 s'expriment à la suite de cet événement, le gouverneur de l'Arkansas Asa Hutchinson qualifiant la réunion de « très troublante » et l'ancien vice-président de Trump Mike Pence appelant Trump à s'excuser d'avoir donné à Fuentes « une place à table ». Mitch McConnell déclare que Trump est peu susceptible de gagner l'élection présidentielle de 2024 à la suite du dîner.
Le 3 décembre 2022, à la suite de la publication des « Twitter Files » par Elon Musk, Trump se plaint de fraude électorale et publie sur Truth Social, appelant à « la résiliation de toutes les règles, réglementations et articles, y compris ceux trouvés dans la Constitution »,,.
Au début de 2023, Trump demande à son personnel d'embaucher la nationaliste blanche et activiste anti-musulmane Laura Loomer pour travailler sur sa campagne. Après un tollé, la campagne décide de ne pas l'embaucher.
Après plusieurs années à vilipender le vote par correspondance et le vote anticipé comme étant en proie à la fraude et contribuant à la supposée fraude électorale de 2020, en avril 2024, Trump conseille à ses partisans d'utiliser ces méthodes de vote lors de l'élection à venir. Le RNC encourage également les électeurs républicains à utiliser ces méthodes, ainsi qu'à promouvoir la récolte de bulletins qu'ils appellent « chasse aux bulletins ». La récolte de bulletins est le sujet du film de 2022 de Dinesh D'Souza 2000 Mules, qui allègue faussement un complot organisé par les démocrates pour commettre une fraude par cette méthode,,,,.
Pendant la campagne, Trump se réfère souvent à « l'intégrité des élections » pour évoquer son mensonge continu selon lequel l'élection de 2020 est truquée et volée, ainsi que des prévisions infondées de fraude électorale massive future. Comme il le fait pendant le cycle électoral de 2020, Trump dit sans preuves à ses partisans que les démocrates pourraient essayer de truquer l'élection de 2024. De nombreux républicains croient à une théorie du complot selon laquelle les démocrates se livrent à une fraude électorale systématique pour voler les élections, insistant sur le fait que l'intégrité des élections est une préoccupation majeure, bien que la fraude électorale soit extrêmement rare. En 2022, les politiciens républicains, les chaînes d'information conservatrices et les radios talk conservatrices font écho à un récit de l'ancien conseiller de Trump Steve Bannon selon lequel « si les démocrates ne trichent pas, ils ne gagnent pas ». Apparaissant avec Trump en avril 2024, le président de la Chambre Mike Johnson suggère sans fondement que « des centaines de milliers de votes » pourraient être exprimés par des migrants sans papiers ; en tant que président, Trump affirme faussement que des millions de votes exprimés par des migrants sans papiers l'ont privé d'une victoire populaire lors de l'élection de 2016. Politico rapporte en juin 2022 que le RNC cherche à déployer une « armée » de travailleurs électoraux et d'avocats dans les États clés qui pourraient référer ce qu'ils jugent des bulletins douteux dans les circonscriptions de vote démocrates à un réseau de procureurs de district amis pour contester. En avril 2024, la coprésidente du RNC Lara Trump déclare que le parti a la capacité d'installer des travailleurs électoraux qui pourraient manipuler les bulletins de vote, plutôt que de simplement observer les lieux de vote. Elle déclare également que l'expiration en 2018 du décret de consentement de 1982 interdisant au RNC l'intimidation des électeurs minoritaires « nous donne une grande capacité » lors de l'élection. L'opération politique de Trump déclare en avril 2024 qu'elle prévoit de déployer plus de 100 000 avocats et bénévoles dans les bureaux de vote des États clés, avec une « ligne d'assistance pour l'intégrité des élections » pour les observateurs et les électeurs afin de signaler les irrégularités électorales présumées. Trump dit à un public lors d'un rassemblement en décembre 2023 qu'ils doivent « garder le vote » dans les villes dirigées par les démocrates. Il se plaint que sa campagne de 2020 n'est pas suffisamment préparée pour contester sa défaite devant les tribunaux ; certains critiques disent que son effort d'intégrité électorale de 2024 vise en fait à rassembler des allégations pour submerger le processus de résolution des élections au cas où il contesterait les résultats de l'élection de 2024. Marc Elias, un avocat électoral démocrate qui défait toutes les contestations judiciaires de Trump après l'élection de 2020, remarque : « Je pense qu'ils vont avoir une opération massive de suppression des électeurs et qu'elle impliquera un très, très grand nombre de personnes et un très, très grand nombre d'avocats ».
En mars 2024, l'avocat républicain vétéran des élections Charlie Spies rejoint le RNC en tant que conseiller juridique principal, son rôle incluant la supervision du déploiement d'avocats et de bénévoles dans les bureaux de vote des États clés dans l'effort d'intégrité électorale de la campagne. Spies démissionne moins de deux mois plus tard, invoquant des conflits potentiels d'engagement de temps avec le cabinet d'avocats où il est toujours employé. Trump approuve son embauche, mais ces dernières semaines, il se met en colère parce que Spies a déjà représenté des rivaux Jeb Bush, Mitt Romney et Ron DeSantis, et a publiquement contesté les allégations de déni d'élection selon lesquelles il y aurait eu fraude lors de l'élection présidentielle de 2020,.
Le 26 mai 2024, Trump s'exprime à la Convention nationale libertarienne de 2024. Pendant son discours, Trump tente d'obtenir la nomination du Parti libertarien et promet de nommer un libertarien à son cabinet. Trump est éliminé lors du vote, Chase Oliver étant sélectionné comme candidat libertarien.

## Candidat présumé
Les sondages nationaux des primaires montrent que Trump devance les autres candidats de 50 points lors des primaires républicaines. Après avoir remporté une victoire écrasante lors des caucus républicains de l'Iowa de 2024, Trump est généralement décrit comme le candidat présumé à la présidence du Parti républicain,,. Le 12 mars 2024, Trump devient officiellement le candidat présumé du Parti républicain.

## Choix du vice-président
Mike Pence sert de vice-président de Trump de 2017 à 2021, Pence ayant été le colistier choisi par Trump lors des élections de 2016 et 2020. En mars 2021, Bloomberg News rapporte que si Trump se présente à nouveau en 2024, Pence « ne sera probablement pas sur le ticket » et que Trump a « discuté d'alternatives à Pence », tandis que les conseillers de Trump « ont discuté de l'identification d'un colistier noir ou féminin pour sa prochaine candidature ». En avril 2021, Trump indique qu'il envisage le gouverneur de Floride Ron DeSantis pour le poste, notant son amitié avec lui ; il critique et ridiculise plus tard DeSantis, qui lance sa propre campagne présidentielle le 24 mai 2023. En juin 2022, un ancien assistant témoigne que Trump a déclaré à son personnel lors de l'attaque du Capitole que Pence « méritait » les chants « hang Mike Pence » des émeutiers. Cependant, dans un post sur Truth Social, Trump nie avoir dit que Pence méritait d'être pendu,. Les noms évoqués comme candidats potentiels pour le poste incluent :
- Doug Burgum, gouverneur du Dakota du Nord (2016–présent) et ancien candidat présidentiel de 2024[402],[403],[404]
- Tucker Carlson, commentateur politique[405]
- Ben Carson, Secrétaire au Logement et au Développement urbain des États-Unis (2017–2021) et ancien candidat présidentiel de 2016[402],[403],[404],[406]
- Tom Cotton, sénateur américain de l'Arkansas (2015–présent)[404]
- Byron Donalds, représentant américain de l'FL-19 (2021–présent)[404],[406],[407]
- Tulsi Gabbard, représentante démocrate américaine de l'HI-2 (2013–2021)[407]
- Nikki Haley, ancienne gouverneure de la Caroline du Sud et ancienne candidate présidentielle de 2024[406]
- Robert F. Kennedy Jr., avocat environnemental et candidat indépendant à la présidence en 2024[408]
- Kari Lake, ancienne présentatrice de nouvelles et candidate de 2024 pour le poste de sénateur américain de l'Arizona[406]
- Kristi Noem, gouverneure du Dakota du Sud (2019–présent)[396],[402],[403],[406],[407]
- Vivek Ramaswamy, homme d'affaires et ancien candidat présidentiel de 2024[402],[403],[404],[406],[407]
- Marco Rubio, sénateur américain de la Floride (2011–présent) et ancien candidat présidentiel de 2016[404],[409]
- Sarah Huckabee Sanders, gouverneure de l'Arkansas (2023–présent) et porte-parole de la Maison-Blanche (2017–2019)[402],[403]
- Tim Scott, sénateur américain de la Caroline du Sud (2013–présent) et ancien candidat présidentiel de 2024[396],[403],[406],[407]
- Elise Stefanik, représentante américaine du NY-21 (2015–présent)[402],[403],[404],[406]
- J. D. Vance, sénateur américain de l'Ohio (2023–présent)[402],[403],[404],[406]

Trump affirme qu'il a déjà choisi son colistier, mais refuse de le dire à qui que ce soit et dit qu'il y a « seulement 25 % de chances » qu'il s'en tienne à ce choix.
En janvier 2024, le candidat indépendant à la présidence Robert F. Kennedy Jr. affirme que Trump l'a approché pour être son colistier et qu'il refuse l'offre. Le conseiller de la campagne de Trump Chris LaCivita nie que la campagne de Trump ait jamais approché Kennedy pour être le colistier de Trump, et ajoute qu'ils n'ont aucun plan pour le faire. En avril, plusieurs sources proches de Trump rapportent une fois de plus qu'il envisage Kennedy.
En juin, il est rapporté que la campagne de Trump a livré des documents de vérification à Burgum, Carson, Cotton, Donalds, Rubio, Scott, Stefanik et Vance.
En juillet, lors de la Convention nationale républicaine de 2024, J. D. Vance (R-OH) est annoncé comme le colistier de Trump.

## Soutiens
Un certain nombre de responsables républicains au niveau fédéral et au niveau des États se montrent rapides à soutenir la candidature de Trump, tandis que d'autres se distinguent par leur silence sur la question, avec quelques-uns exprimant leur opposition, notamment les sénateurs Bill Cassidy et Mitt Romney,,,,,,.
Politico note en décembre 2020 que de nombreuses personnalités républicaines expriment leur soutien à une candidature de Trump en 2024, citant le sénateur du Missouri Josh Hawley disant « S'il devait se présenter en 2024, je pense qu'il serait le candidat. Et je le soutiendrais dans cette démarche ». Les sondages nationaux d'opinion publique montrent que Trump domine rapidement le champ des candidats républicains potentiels de 2024. Le sénateur de l'Utah Mitt Romney, bien qu'opposé à Trump, déclare en février 2021 que si Trump se présente en 2024, il remporterait la nomination républicaine par un glissement de terrain. Le même mois, le chef de la minorité républicaine au Sénat, Mitch McConnell, déclare qu'il « soutiendrait absolument » Trump si ce dernier était à nouveau nommé.
En avril 2022, des responsables américains du renseignement estiment que la Russie a l'intention de se venger de l'administration Biden pour ses sanctions contre la Russie et son aide à l'Ukraine en intervenant dans l'élection en faveur de Trump. Un animateur de la télévision d'État russe, Evgeny Popov, déclare en mars 2020, « pour à nouveau aider notre partenaire Trump à devenir président ».
En février 2024, Trump reçoit le soutien de 134 des 221 représentants républicains de la Chambre et de 32 des 49 sénateurs républicains.

## Opposition
En février 2023, Americans for Prosperity (AFP), l'organisation phare du réseau de donateurs et de groupes d'activistes de Charles Koch, annonce qu'elle financera un défi à Trump lors des primaires.
Outre l'opposition à la candidature de Trump déclarée par des anciens responsables de l'exécutif, des sénateurs et des représentants, des responsables étatiques et locaux, des figures publiques et des organisations, Trump est défié lors des primaires par Nikki Haley (14 février 2023 au 6 mars 2024), Vivek Ramaswamy (21 février 2023 au 15 janvier 2024), Asa Hutchinson (6 avril 2023 au 16 janvier 2024) et Ron DeSantis (24 mai 2023 au 21 janvier 2024).
D'autres challengers, qui se sont retirés avant les primaires, incluent Perry Johnson (2 mars 2023 au 20 octobre 2023), Larry Elder (20 avril 2023 au 26 octobre 2023), Tim Scott (19 mai 2023 au 12 novembre 2023), Mike Pence (5 juin 2023 au 28 octobre 2023), Chris Christie (6 juin 2023 au 10 janvier 2024), Doug Burgum (7 juin 2023 au 4 décembre 2023), Francis X. Suarez (14 juin 2023 au 29 août 2023) et Will Hurd (22 juin 2023 au 9 octobre 2023).
Lorsque Nikki Haley annonce sa campagne présidentielle de 2024, l'une de ses premières déclarations en tant que candidate est d'appeler à ce que les candidats de plus de 75 ans - ce qui inclut Trump et Biden - soient tenus de passer un test de compétence. Elle fait de l'âge un point principal de sa campagne pendant le reste de 2023 et les primaires présidentielles républicaines de 2024,,. Le 28 novembre 2023, AFP soutient officiellement Nikki Haley.
Du 23 août au 10 janvier 2024, il y a eu cinq débats parmi les candidats à la campagne pour la nomination du Parti républicain à l'élection présidentielle des États-Unis en 2024. Trump est absent de tous, et ne prévoyait pas d'assister aux débats prévus pour les 18 et 21 janvier 2024. Le 16 janvier, alors qu'elle et Ron DeSantis sont les derniers challengers restants, Nikki Haley annonce qu'elle ne participerait pas au débat du 18 janvier sauf si Donald Trump y participe. ABC News annule ce débat, et CNN annule celui du 21 janvier.
En réponse au défi de Haley, Trump déclare qu'il a réussi deux tests cognitifs,,, quiconque ferait un don à la campagne de Haley serait « définitivement exclu » du « camp MAGA »,, et il lui attribue le surnom de « birdbrain »,,.
Le 25 février 2024, après sa défaite dans son État d'origine, Americans for Prosperity coupe le financement de la campagne de Nikki Haley,. Après avoir remporté les primaires à Washington, D.C. (3 mars) et au Vermont (5 mars), Haley suspend sa campagne présidentielle le lendemain du Super Tuesday,.